# مرجان شیرمحمدی
مرجان شیرمحمدی (زاده ۲۲ آذر ۱۳۵۲ در تهران) هنرپیشه، نویسنده، طراح صحنه و لباس سینما و تلویزیون اهل ایران است.

## زندگی
ازدواج او با بهروز افخمی دومین ازدواج وی می‌باشد که از ازدواج اول پسری به نام ماکان دارد و از ازدواج خود با بهروز افخمی پسری به نام آهیل دارد که متولد کشور کانادا است. از ۱۳۶۵ تا ۱۳۷۱ زیر نظر آیدین آغداشلو نقاشی را فرا گرفت. در ۱۳۷۴ وارد کارگاه آزاد بازیگری شد و سپس به مدرسهٔ تئاتر سمندریان رفت. در ۱۳۷۵ وارد عرصهٔ بازیگری شد. از وی سه رمان و دو مجموعه داستان به چاپ رسیده است. وی برای اولین کتاب خود برنده جایزه کتاب سال بنیاد گلشیری شد. تا کنون دو فیلم بلند سینمایی از داستان‌های او ساخته شده است. دیشب باباتو دیدم آیدا به کارگردانی رسول صدرعاملی از داستان «بابای نورا» و آذر، شهدخت، پرویز و دیگران از داستانی به همین نام به کارگردانی بهروز افخمی. همچنین خانه فرهنگ‌های جهان در کشور آلمان از این نویسنده تجلیل کرده است و یکی از داستان‌های وی به زبان آلمانی ترجمه شده است. او همچنین بازی در فیلم روباه را در کارنامه خود دارد.

## فیلم‌شناسی

### سینما
| سال  | نام فیلم                   | کارگردان         | نقش            |
| ---- | -------------------------- | ---------------- | -------------- |
| ۱۳۹۳ | روباه                      | بهروز افخمی      | سعیده          |
| ۱۳۹۲ | آذر، شهدخت، پرویز و دیگران | بهروز افخمی      | آذر            |
| ۱۳۸۷ | شیرین                      | عباس کیارستمی    | مرجان شیرمحمدی |
| ۱۳۸۴ | صحنه جرم، ورود ممنوع!      | ابراهیم شیبانی   | نگین           |
| ۱۳۸۲ | ملاقات با طوطی             | علیرضا داوودنژاد | ثریا           |
| ۱۳۷۹ | پر پرواز                   | خسرو معصومی      | یاسمن          |
| ۱۳۷۶ | مرسدس                      | مسعود کیمیایی    | زیبا           |

### تلویزیون
| سال  | نام فیلم     | کارگردان        | نقش    |
| ---- | ------------ | --------------- | ------ |
| ۱۳۷۵ | خانه به خانه | کیانوش عیاری    |        |
| ۱۳۷۹ | مریم مقدس    | شهریار بحرانی   | میریام |
| ۱۳۸۱ | دریایی‌ها     | سیروس مقدم      |        |
| ۱۳۸۳ | تا غروب      | کمال‌الدین بنایی |        |
| ۱۳۸۷ | آخرین دعوت   | حسین سهیلی‌زاده  |        |
| ۱۳۹۹ | زمین گرم     | سعید نعمت‌الله   | فروغ   |

### طراح صحنه و لباس
| سال  | نام فیلم                   | کارگردان       |
| ---- | -------------------------- | -------------- |
| ۱۳۹۳ | روباه                      | بهروز افخمی    |
| ۱۳۹۲ | آذر، شهدخت، پرویز و دیگران | بهروز افخمی    |
| ۱۳۸۸ | سن پطرزبورگ                | بهروز افخمی    |
| ۱۳۸۷ | پسر تهرونی                 | کاظم راست‌گفتار |

## جوایز
برای مجموعه داستان بعد از آن شب داستان «سانس آخر» از این مجموعه به عنوان داستان برگزیدهٔ داوران دورهٔ دوم جایزهٔ هوشنگ گلشیری در کتاب نقش ۸۰ آمده است؛ و کتاب یک جای امن داستان «کافه» از این مجموعه به عنوان داستان برگزیدهٔ داوران دورهٔ پنجم جایزهٔ هوشنگ گلشیری انتخاب شد.